# Cantó de Noyant
El cantó de Noyant és una antiga divisió administrativa francesa del departament de Maine i Loira, situat al districte de Saumur. Té 15 municipis i el cap es Noyant. Va desaparèixer el 2015.

## Municipis
- Auverse
- Breil
- Broc
- Chalonnes-sous-le-Lude
- Chavaignes
- Chigné
- Dénezé-sous-le-Lude
- Genneteil
- Lasse
- Linières-Bouton
- Meigné-le-Vicomte
- Méon
- Noyant
- Parçay-les-Pins
- La Pellerine

## Història
| Data d'elecció                           | Identitat     | Partit                                            | Qualitat |
| ---------------------------------------- | ------------- | ------------------------------------------------- | -------- |
| 1945-1970                                | Paul Boudon   | UDR                                               |          |
| 1970-1976                                | Albert Guérin | CD                                                |          |
| 1976-1994                                | Claude Amis   | UDF-CDS                                           |          |
| 1994-2015                                | Jean Touchard | divers gauche, després Divers droite, després UMP |          |
| les dades anteriors no són pas conegudes |               |                                                   |          |
|                                          |               |                                                   |          |

## Demografia
| A partir de 1990: Població sense dobles comptes |